# 伊藤めぐみ
伊藤 めぐみ（いとう めぐみ、1949年6月28日 - 2023年8月24日）は、日本の元女優。本名、田浦 めぐみ（たうら めぐみ）。旧姓名は芸名と同じ。夫は、俳優の夏夕介。長女は、元宝塚歌劇団宙組娘役の愛花ちさき。
東京都出身。埼玉県志木市出身。貞静学園高等学校卒業。身長165cm。B83cm、W58cm、H88cm（1976年2月）。東宝芸能、人間プロダクションに所属していた。

## 来歴・人物
高校卒業後、東宝芸能アカデミーに入る。卒業後は東宝テレビ部に所属し、1970年のテレビドラマ『はまぐり大将』（日本テレビ）でデビュー。
1971年の花王 愛の劇場『氷点』（TBS）などの出演を経て、1972年の特撮テレビ番組『愛の戦士レインボーマン』（NET）に、主人公であるヤマトタケシの恋人・水野淑江役でレギュラー出演。『レインボーマン』以前の出演作は、主人公を虐める立場の役柄が多かったため、当時の紹介記事では「これまでは嫌われる役がほとんどだったので、今回のガールフレンド役はとても嬉しいです」と述べている。
1974年、NHK連続テレビ小説『鳩子の海』の主演オーディションに東宝テレビ部の薦めで応募、最終選考まで残り、主役である鳩子の義姉・優子役でレギュラー出演。当時の紹介記事では『鳩子の海』のオーディションに対して「一度は引退も考えたが、最後のチャンスだと思って賭けてみようと思った」と述べている。
夏夕介とはゲスト出演した『特捜最前線』（ANB）での共演がきっかけで結婚した。
2023年8月24日、急性硬膜下血腫のため、東京都内の病院で死去。74歳没。訃報は同月26日に長女である愛花ちさきにより公表された。

## 出演作品

### テレビドラマ
- はまぐり大将（1970年、NTV）
- 花王 愛の劇場（TBS）
  - 氷点（1971年）-  由香子
  - 愛染椿（1972年）
- ワン・ツウ アタック! → レッツ・ゴー ミュンヘン!（1971年、12ch） - 三宅和江
- おらんだ左近事件帖 第21話「雛人形は知っていた」（1972年、CX）
- 飛び出せ!青春 第4話「やるぞ見ていろカンニング」（1972年、NTV）
- 愛の戦士レインボーマン（1972年 - 1973年、NET）  - 水野淑江
- 太陽にほえろ!（NTV）
  - 第29話「奪われたマイホーム」（1973年） - 寺川悦子
  - 第66話「生きかえった白骨美人」（1973年） - 田口和子
  - 第84話「人質」（1974年） - 東名信用金庫職員
  - 第181話「壁」（1976年） - 向井洋子
  - 第211話「待伏せ捜査」（1976年） - 関マリ子
- 連続テレビ小説 / 鳩子の海（1974年 - 1975年、NHK） - 優子
- 傷だらけの天使 第20話「兄妹に十日町小唄を」（1975年、NTV） - 大谷レイコ
- 東芝日曜劇場 / 愛のふれあい（1975年、TBS）
- 俺たちの勲章 第6話「撃て! アラシ」（1975年、NTV） - 松宮ノリコ
- ライオン奥様劇場（CX）
  - 星のふる里（1975年）
  - 人間の條件（1976年）
  - おかあさん（1977年）
  - おいしい夫婦（1982年）
- 人魚亭異聞　無法街の素浪人第7話「21発目の祝砲」(1976年 NET)
- たぬき先生騒動記（1976年、CX） - 湯川先生
- 江戸の旋風シリーズ（CX）
  - 同心部屋御用帳 江戸の旋風II 第21話「悲しい浪人」（1976年） - お俊
  - 同心部屋御用帳 江戸の旋風III 第5話「本所おいてけ堀」（1977年）
  - 新・江戸の旋風（1980年、CX）
    - 第9話「女郎蜘蛛の罠」 - おふく
    - 第27話「怪談・消えた娘」 - おみつ
- 火曜日のあいつ 第23話「東京→那智勝浦 若者は見た!さわやかな海」（1976年、TBS） - 早川めぐみ
- 俺たちの旅 第39話「ニッポンの将来はどうなりますか?」（1976年、NTV） - ケイコ
- いろはの“い” 第16話「目撃者」（1976年、NTV） - 近藤リエ
- 大江戸捜査網（12ch） 
  - 第287話「連続放火魔の謎」（1977年） - おたき
  - 第438話「女三味線わかれ唄」（1980年）
- 俺たちの朝 第36話「男2人と寝台車とカアコ頑張る」（1977年、NTV） - 亜細亜繊維の先輩
- 情炎・遥かなる愛（1977年、YTV） - 河瀬マリ
- 江戸の鷹 御用部屋犯科帖 第3話「花嫁行列を追え!」（1978年、ANB）
- 新妻に捧げる歌（1978年、CX）
- 刑事鉄平　第13話「出発の歌」（1979年、KTV） - 宮内千恵子
- 特捜最前線（ANB）
  - 第162話「窓際警視の靴が泣く!」（1980年）
  - 第222話「亡霊が見舞いに来る夜!」（1981年）- 中村サエコ
  - 第345話「新春 窓際警視の子守歌!」（1984年）
  - 第346話「新春II 窓際警視の大逆転!」（1984年）
- 江戸の朝焼け 第6話「十五夜小町」（1980年、CX） - おすみ
- 木曜ゴールデンドラマ（YTV）
  - わが子よ、永遠に!!（1980年）
  - 松本清張の喪失（1983年）
  - ガラス細工の春（1983年）
- ザ・サスペンス／闇の呼ぶ声 あなた7年前なにをしたの!? 砂丘に響く性的怨念（1983年、TBS）
- 右門捕物帖　第28話「跳ねっ返り娘の涙」（1983年、NTV）
- ドラマ人間模様／愛と砂丘の街（1983年、NHK）- 粟屋今日子
- 月曜ワイド劇場／女囚犯歴簿III（1984年、ANB）

### 映画
- 喜劇 おめでたい奴（1971年、東宝）
- 不良少年（1980年、東映） - 佐々木 役
- 巣立ちのとき 教育は死なず（1981年、共同映画） - 赤沢 役
- 南十字星（1982年、東宝） - 芸者〆香 役

### その他のテレビ番組
- 土曜デポルテ（1972年、TBS）